# Кукехо Верга, Эустакио Пастор
Эустакио Пастор Кукехо Верга (исп. Eustaquio Pastor Cuquejo Verga CSSR, 20 сентября 1939, Сан-Эстанислао, Парагвай — 22 августа 2023) — католический прелат, епископ Военного викариата Парагвая с 5 мая 1992 по 15 июня 2002 года, архиепископ Асунсьона с 15 июня 2002 по 6 ноября 2014 года. Член монашеской конгрегации редемптористов.

## Биография
Родился 20 сентября 1939 года в городе Сан-Эстанислао, Парагвай. 2 февраля 1959 года принёс вечные монашеские обеты в конгрегации редемптористов. 21 июня 1964 года был рукоположен в священника.
27 июня 1982 года Римский папа Иоанн Павел II назначил Эустакио Пастора Кукехо Вергу вспомогательным епископом архиепархии Асунсьона и титулярным епископом Будуа. 15 августа 1982 года состоялось рукоположение в епископа, которое совершил архиепископ Асунсьона Исмаэль Блас Ролон Сильверо в сослужении с титулярным епископом Утиммиры Хорхе Адольфо Карлосом Ливьеросом Банксом и епископом Лимейры Алоисо Ариовальдо Амаралом. 19 апреля 1990 года был назначен прелатом Альто-Параны.
5 мая 1992 года назначен епископом Военного ординариата Парагвая и титулярным епископом Ауфиниума. 15 июня 2002 года Римский папа назначил его архиепископом Асунсьона.
С 2009 по 2011 год был председателем Конференции католических епископов Парагвая.
6 ноября 2014 года подал в отставку.
Умер 22 августа 2023 года в возрасте 83 лет.